# Кингман (Индијана)
Кингман (енгл. Kingman) град је у америчкој савезној држави Индијана.

## Демографија
По попису из 2010. године број становника је 511, што је 27 (-5,0%) становника мање него 2000. године.
| Група             | 2000.       | 2010.       |
| Белци             | 532 (98,9%) | 496 (97,1%) |
| Афроамериканци    | 0 (0,0%)    | 0 (0,0%)    |
| Азијати           | 0 (0,0%)    | 0 (0,0%)    |
| Хиспаноамериканци | 1 (0,2%)    | 7 (1,4%)    |
| Укупно            | 538         | 511         |